# Добродомов, Дмитрий Евгеньевич
Дмитрий Евгеньевич Добродомов (укр. Дмитро Євгенович Добродомов; род. 13 января 1977, Львов, УССР, СССР) — украинский политик, лидер Общественного движения «Народный контроль». Кандидат в президенты Украины на выборах 2019 года.

## Образование
1992—1996 — Львовский технический колледж, электромеханический факультет.
1996—1999 — учился на электромеханическом факультете университета «Львовская политехника»
2004 — окончил факультет полседипломного образования Львовского национального университета по специальности «Журналистика»
2017 — поступил во Львовский региональный институт государственного управления Национальной академии управления при Президенте Украины.

## Биография
С 1996 по 1999 год учился на электромеханическом факультете Национального университета «Львовская политехника». В 2004 окончил факультет последипломного образования научно-педагогических работников Львовского национального университета им. И. Франко по специальности «Журналистика».
С 1998 года работал журналистом.
С 2002 года — директор департамента собственных корреспондентов газеты «Экспресс». С 2005 года — оперативный редактор издательской группы «Экспресс». С 2007 года — первый заместитель стратегического редактора газеты «Экспресс». С 2008 года — соучредитель ООО «Агентство журналистских расследований», ответственный редактор газеты «Информатор». С сентября 2010 года — генеральный продюсер телеканала ZIK.
С 2012 по 2014 год был генеральным директором медиа-холдинга ZIK.
Единственным минусом в работе журналиста Дмитрий Добродомов считает то, что в украинских реалиях журналистика до сих пор не стала настоящей «четвертой властью». В то же время понимает, что бороться с такими явлениями, как коррупция, равнодушие чиновников, злоупотребление властью, можно только системно — меняя правила игры для всех, кто работает на высоких должностях. И путь к этому один — кардинальное изменение системы в стране. По словам самого Добродомова именно такие мотивы побудили его начать заниматься активной политической деятельностью.
В 2014-м — Дмитрий Добродомов был избран народным депутатом Украины в Сиховском избирательном округе № 115. Баллотировался на выборах в парламент как самовыдвиженец. В парламенте является руководителем межфракционного объединения «Народный контроль» и секретарем Комитета по вопросам предотвращения и противодействия коррупции. За время работы парлмаентарием он принимал участие в разработке более ста законопроектов и 31 правки.
22 января 2019 года партия «Народный контроль» выдвинула Добродомова кандидатом в президенты Украины. Позднее снялся с выборов в пользу Анатолия Гриценко.
28 декабря 2021 года продал 4 канал депутату от партии «Слуга народа» Алексею Ковалёву.

## Общественная и политическая деятельность
2000 — член Всеукраинского комитета сопротивления «За правду!»
2002 — активист общественного движения «Украина без Кучмы».
2002 — баллотировался в ВР по избирательному округу № 116 в Львове как самовыдвиженец.
2012 — баллотировался в ВР по избирательному округу № 115 в Львове (выдвинут политической партией «УДАР Виталия Кличко»).
2014 — баллотировался в ВР по избирательному округу № 115 в Львове как самовыдвиженец.
Член общественной организации «Независимая ассоциация журналистов-расследователей».
С 27 ноября 2014 — нардеп Украина VIII созыва, внефракционный. Секретарь Комитета ВРУ по вопросам предотвращения и противодействия коррупции.
Лидер «Общественного движения» «Народный Контроль».
Является председателем межфракционного депутатского объединения «Народный контроль» . Член межфракционных депутатских объединений «Еврооптимисты», «С реформирования налогового, таможенного и земельного законодательств Украины», «Защитим угольную отрасль», «По вопросам профилактики и борьбы с инфекционными заболеваниями».
27 октября 2018 — на съезде партии «Народный контроль» был выдвинут кандидатом на выборы президента Украины 31 марта 2019 года.
В ходе парламентских выборов 2019 года выдвигался в парламент от партии «Гражданская позиция» (2-е место в списке).
В феврале 2021 года стал совладельцем 4 канала.

## Семья
Жена Малкина Анна Николаевна (1978 г. н. Э.) — доктор политических наук в Киевском национальном университете;
Имеет двоих детей — дочь и сына. Анастасия Добродомова, 20 лет, учится и работает, пластунка, занимается вокалом. Алексей Добродомов, 16 лет, учится, увлекается музыкой и футболом

## Награды
- 2011 — конкурс журналистики «Честь профессии»

- Номинант телевизионной премии «Телетриумф» за авторскую программу журналистских расследований «Кто здесь живёт?»[5]

- 2012 — премии «Телетриумф» в номинации «Ведущий любого формата — регион», как автор и ведущий программы журналистских расследований «Кто здесь живёт?»
- По рейтингу журналистов проекта «Слово и Дело» вошел в Топ-5 самых народных депутатов[6].

- По результатам мониторинга гражданской сети «Опора», Добродомова признан самым активным депутатом-мажоритарщиков Львовщины.

- По итогам Центра экспертных исследований «Тема», попал в пятерку «Лучших народных депутатов от Львовщины».

- По версии общественного движения «Честно» и сайта «VoxUkraine», попал в перечень самых открытых и ответственных депутатов, которые постоянно отчитываются о своей работе.[7]